# Castnia juturna
Castnia juturna là một loài bướm đêm thuộc họ Castniidae. Nó được tìm thấy ở Brasil và Paraguay.